# Anna Jakubowska (szachistka)
Anna Jakubowska (z domu Gasik, ur. 21 sierpnia 1988 w Warszawie) – polska szachistka, mistrzyni międzynarodowa od 2010 roku.

## Kariera szachowa
Wielokrotnie brała udział w finałach mistrzostw Polski juniorek, zdobywając w 2002 r. w Żaganiu tytuł wicemistrzyni kraju do lat 14. Jest wielokrotną medalistką mistrzostw Polski w szachach szybkich i błyskawicznych. W 2003 r. wygrała turniej Rubicon Cup w Budapeszcie, w grupie dziewcząt do lat 15. Jest medalistką drużynowych mistrzostw Polski juniorów w barwach „Damisu” Warszawa - złotą (Łączna 2002) i srebrną (Wisła 2001) oraz złotą medalistką drużynowych mistrzostw Polski kobiet w grze błyskawicznej (Polanica-Zdrój 2005). Największy sukces w dotychczasowej karierze osiągnęła w 2006 r., zdobywając w Hercegu Novim złoty medal mistrzostw Europy juniorek do lat 18. W październiku 2007 r. zajęła 15. miejsce w mistrzostwach świata do lat 20 w Erywaniu. W 2008 r. wystąpiła w rozegranym w Nalczyku pucharowym turnieju o mistrzostwo świata, gdzie przegrała w II rundzie z Lilit Mkrtczjan. W 2012 r. zdobyła w Katowicach brązowy medal Akademickich Mistrzostw Polski. W lipcu 2013 r. podzieliła I m. w kołowym turnieju rozegranym na duńskiej wyspie Bornholm. W styczniu 2015 została akademicką wicemistrzynią Polski w Zabrzu,  a w sierpniu tego roku była w kadrze Polski, która zdobyła drużynowo złoty medal Akademickich Mistrzostw Świata w Katowicach.
Najwyższy ranking w dotychczasowej karierze osiągnęła 1 maja 2014 r., z wynikiem 2264 punktów zajmowała wówczas 12. miejsce wśród polskich szachistek.
Jest zawodniczką klubu MLKS Nadnarwianka Pułtusk oraz absolwentką Uniwersytetu Warszawskiego, magistrem z geologii inżynierskiej.